# Список послов Швеции в России
В статье представлен список Чрезвычайных и полномочных послов Швеции в России.
Российско-шведские отношения имеют долгую и сложную историю, которая отмечена многочисленными войнами. Тем не менее Швеция первой из стран Запада установила торговые связи с Советской Россией — уже через полгода после Октябрьской революции. Дипломатические отношения Швеции и СССР были установлены 16 марта 1924 года. 19 декабря 1991 года Швеция, одной из первых, признала Российскую Федерацию независимым государством.

## Послы в Российской империи
| Имя                                                            | Титул     | Годы пребывания | Комментарий |
| -------------------------------------------------------------- | --------- | --------------- | ----------- |
| Юхан Мёллер                                                    | Посланник | 1631—1632       |             |
| Стопиа, Катарина                                               | Посланник | 1632—1634       |             |
| Спарвенфельд, Юхан Габриэль                                    | Посланник | 1684—1687       |             |
| Седеркрёйц, Герман                                             | Посланник | 1722—1727       |             |
| Цедергельм, Йосиас                                             | Посол     | 1725—1726       |             |
| Диттмер, Йоаким                                                | Посланник | 1729—1738       |             |
| Нолькен, Эрик Маттиас фон                                      | Посланник | 1738—1741       |             |
| Хёпкен, Андерс Юхан фон                                        | Посланник | 1741—1742       |             |
| Седеркрёйц, Герман                                             | Посланник | 1743—1745       |             |
| Барк, Нильс                                                    | Посланник | 1743—1747       |             |
| Пальмшерна, Нильс-Фредрик                                      | Посланник | 1747—1748       |             |
| Хёпкен, Густав Вильгельм фон (швед. Gustaf Wilhelm von Höpken) | Посланник | 1748—1748       |             |
| Johan August Greiffenheim                                      | Посланник | 1750—1752       |             |
| Поссе, Мауриц                                                  | Посланник | 1752—1763       |             |
| Карл Вильгельм фон Дубен                                       | Посланник | 1763—1766       |             |
| Риббинг, Карл                                                  | Посланник | 1766—1773       |             |
| Нолькен, Юхан Фредрик фон                                      | Посланник | 1773—1788       |             |
| Стедингк, Курт Богислаус Людвиг Кристофер фон                  | Посол     | 1790—1808       |             |
| Стедингк, Курт Богислаус Людвиг Кристофер фон                  | Посол     | 1809—1811       |             |
| Лёвенгельм, Карл Аксель                                        | Посланник | 1812—1819       |             |
| Пальмшерна, Нильс-Фредрик                                      | Посланник | 1820—1845       |             |
| Густав аф Нордин                                               | Посланник | 1845—1856       |             |
| Адельсверд, Георг                                              | Посланник | 1856—1858       |             |
| Fredrik Anton F. Hartwig Wedel Jarlsberg                       | Посланник | 1858—1865       |             |
| Бьёрншерна, Оскар                                              | Посланник | 1865—1872       |             |
| Frederik Georg Knut Due                                        | Посланник | 1873—1890       |             |
| Рейтерскиельд, Густав                                          | Посланник | 1890—1899       |             |
| Юльденстольпе, Август                                          | Посланник | 1899—1904       |             |
| Врангель, Герман Антон Магнус                                  | Посланник | 1904—1906       |             |
| Брендстрём, Эдвард                                             | Посланник | 1906—1920       |             |

## Послы в СССР
| Имя                         | Титул              | Годы пребывания | Комментарий                                   |
| --------------------------- | ------------------ | --------------- | --------------------------------------------- |
| Карл Герхард фон Хейденстам | Поверенный в делах | 1920—1924       |                                               |
| Юлленшерна, Эрик            | Посланник          | 1930—1937       |                                               |
| Винтер, Вильгельм           | Посланник          | 1938—1940       |                                               |
| Ассарссон, Вильхельм        | Посланник          | 1940—1944       | В конце 1943 года объявлен персоной нон грата |
| Сёдерблум, Стаффан          | Посланник          | 1944—1946       |                                               |
| Гуннар Хэгглёф              | Посланник          | 1946—1947       |                                               |
| Рольф Сульман               | Посол              | 1947—1964       |                                               |
| Ярринг, Гуннар              | Посол              | 1964—1973       |                                               |
| Brynolf Eng                 | Посол              | 1973—1975       | Дополнительная аккредитация в Монголии        |
| Рюдинг, Геран               | Посол              | 1975—1979       |                                               |
| Carl De Geer                | Посол              | 1979—1983       |                                               |
| Торстен, Эрн                | Посол              | 1983—1986       |                                               |
| Anders Thunborg             | Посол              | 1986—1989       |                                               |
| Эрьян Бернер                | Посол              | 1989—1994       | Дополнительная аккредитация в Беларуси        |

## Послы в Российской Федерации
| Имя                    | Титул | Годы пребывания | Комментарий |
| ---------------------- | ----- | --------------- | ----------- |
| Эрьян Бернер           | Посол | 1989—1994       |             |
| Свен Хирдман           | Посол | 1994—2004       |             |
| Юхан Моландер          | Посол | 2004—2008       |             |
| Томас Бертельман       | Посол | 2009—2012       |             |
| Вероника Бард Брингеус | Посол | 2012—2015       |             |
| Петер Эриксон          | Посол | 2015—2019       |             |
| Малена Мард            | Посол | 2019—н. в.      |             |